# Los Ruiseñores (Jalisco)
Los Ruiseñores es una localidad del estado mexicano de Jalisco. Es parte del municipio de Tala.

## Demografía
| Censo | Población |
| ----- | --------- |
| 2010  | 7 493     |
| 2020  | 15 519    |